# Прапор Тячівського району
Пра́пор Тя́чівського райо́ну — один з офіційних символів Тячівського району Закарпатської області, затверджений 21 грудня 2007 року рішенням сесії Тячівської районної ради.

## Опис
Прапор району являє собою прямокутне полотнище із співвідношенням сторін 2:3. По вертикалі прапор розділено на дві частини. Частина від древка довжиною 1/3 довжини стяга розділена по горизонталі на сім рівновеликих смуг жовтого (з смуги) і синього (4 смуги) кольорів. Друга частина зеленого кольору займає 2/3 довжини прапора. В її центрі розміщено зображення герба району.
Прапор району двосторонній.